# Vraignes-lès-Hornoy
Vraignes-lès-Hornoy est une commune française située dans le département de la Somme, en région Hauts-de-France.

## Géographie

### Localisation
Vraignes-lès-Hornoy est un village picard entre Vimeu et Amiénois.
À vol d'oiseau, la localité est située à 8 km au nord-ouest de Poix-de-Picardie, 10 km de Beaucamps-le-Vieux, 29 km au sud-ouest d'Amiens et à 45 km au nord-ouest de Beauvais.
Le territoire de la commune est limitrophe de ceux de quatre communes.
Les communes limitrophes sont Bettembos, Hornoy-le-Bourg, Lamaronde et Thieulloy-l'Abbaye.

### Géologie et relief
En 1899, le bois de Vraignes, à 1,5 km du chef-lieu, compte 124 hectares.
Le sol communal, de formation quaternaire, est relativement imperméable, son travail est difficile. Aux lieudits la boëtte à cailloux et la Carrière, au nord et au nord-ouest, on trouve des terrains calcaires et siliceux.
Le point culminant du territoire se trouve vers Thieulloy-l'Abbaye, à 160 m d'altitude.
La vallée du Liger, affluent de la Bresle s'amorce à Vraignes, au lieudit le Pied du mont.
Dans la rue de Lhomel se trouvait, en 1899, une petite source qui alimentait autrefois le Liger. La nappe souterraine alimentant les puits se trouvait à 25 mètres de profondeur.

### Hydrographie
La commune est traversée par la ligne de partage des eaux entre les bassins hydrographiques Artois-Picardie et Seine-Normandie. Elle n'est drainée par aucun cours d'eau.

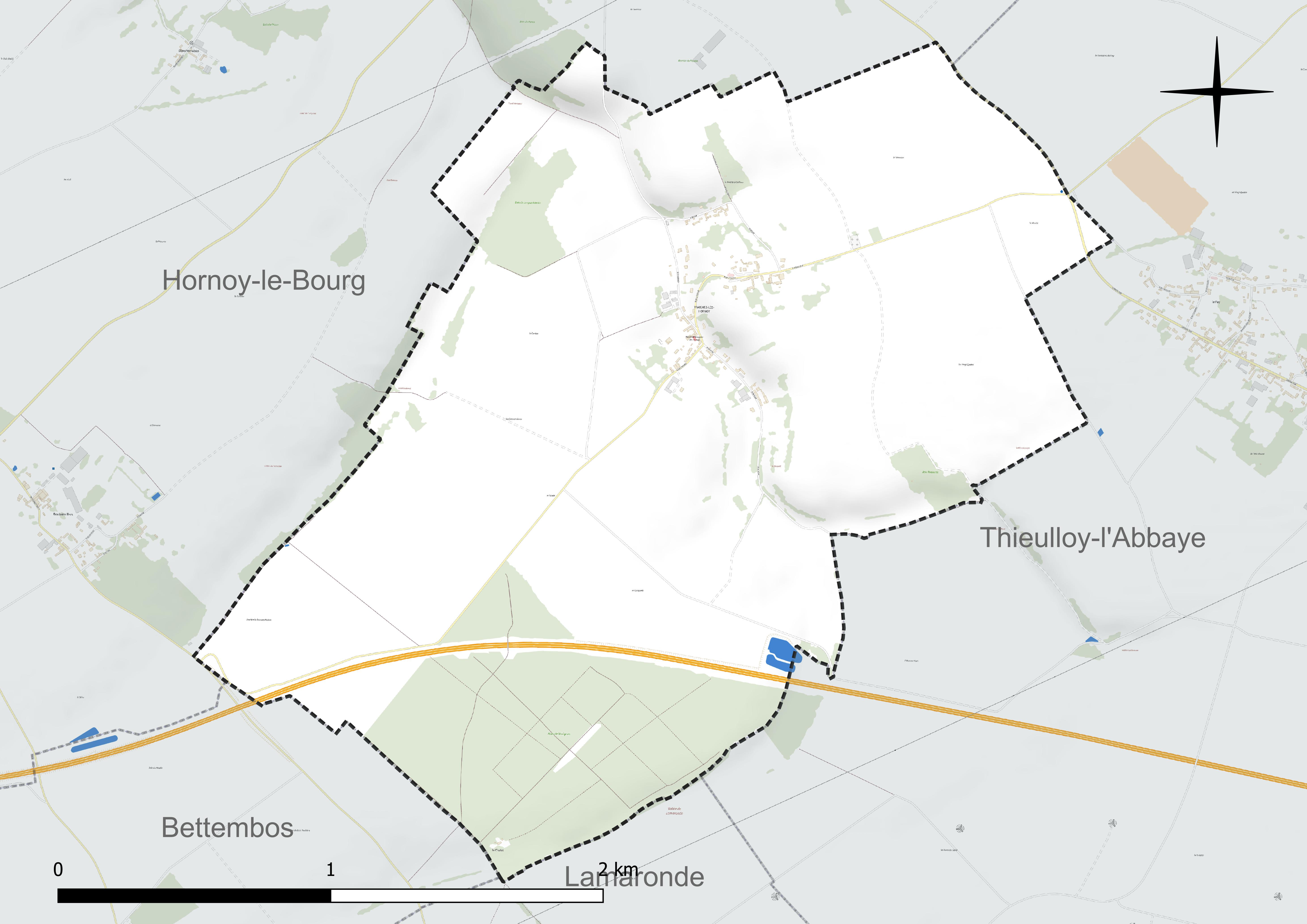
Réseau hydrographique de Vraignes-lès-Hornoy.

### Climat
Pour des articles plus généraux, voir Climat des Hauts-de-France et Climat de la Somme.
En 2010, le climat de la commune est de type climat océanique dégradé des plaines du Centre et du Nord, selon une étude du CNRS s'appuyant sur une série de données couvrant la période 1971-2000. En 2020, Météo-France publie une typologie des climats de la France métropolitaine dans laquelle la commune est exposée à un climat océanique et est dans la région climatique Côtes de la Manche orientale, caractérisée par un faible ensoleillement (1 550 h/an) ; forte humidité de l'air (plus de 20 h/jour avec humidité relative > 80 % en hiver), vents forts fréquents.
Pour la période 1971-2000, la température annuelle moyenne est de 9,9 °C, avec une amplitude thermique annuelle de 13,9 °C. Le cumul annuel moyen de précipitations est de 818 mm, avec 12,7 jours de précipitations en janvier et 8,8 jours en juillet. Pour la période 1991-2020, la température moyenne annuelle observée sur la station météorologique la plus proche, située sur la commune d'Oisemont à 18 km à vol d'oiseau, est de 11,1 °C et le cumul annuel moyen de précipitations est de 801,4 mm,. Pour l'avenir, les paramètres climatiques de la commune estimés pour 2050 selon différents scénarios d'émission de gaz à effet de serre sont consultables sur un site dédié publié par Météo-France en novembre 2022.

## Urbanisme

### Typologie
Au 1er janvier 2024, Vraignes-lès-Hornoy est catégorisée commune rurale à habitat dispersé, selon la nouvelle grille communale de densité à sept niveaux définie par l'Insee en 2022.
Elle est située hors unité urbaine. Par ailleurs la commune fait partie de l'aire d'attraction d'Amiens, dont elle est une commune de la couronne,. Cette aire, qui regroupe 369 communes, est catégorisée dans les aires de 200 000 à moins de 700 000 habitants,.

### Occupation des sols
L'occupation des sols de la commune, telle qu'elle ressort de la base de données européenne d'occupation biophysique des sols Corine Land Cover (CLC), est marquée par l'importance des territoires agricoles (85,8 % en 2018), une proportion identique à celle de 1990 (85,8 %). La répartition détaillée en 2018 est la suivante : 
terres arables (61,4 %), forêts (14,2 %), zones agricoles hétérogènes (12,3 %), prairies (12,2 %). L'évolution de l'occupation des sols de la commune et de ses infrastructures peut être observée sur les différentes représentations cartographiques du territoire : la carte de Cassini (XVIIIe siècle), la carte d'état-major (1820-1866) et les cartes ou photos aériennes de l'IGN pour la période actuelle (1950 à aujourd'hui).

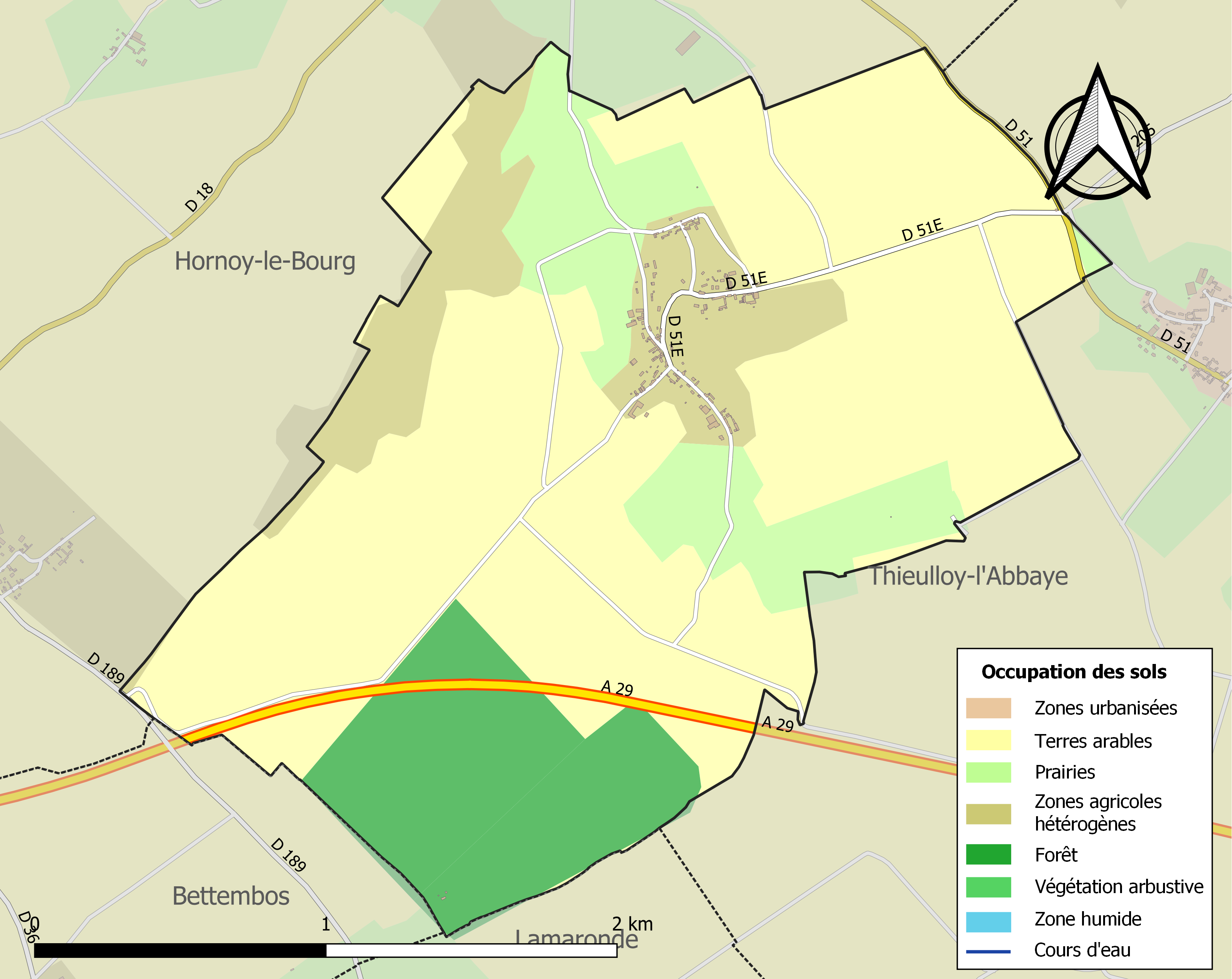
Carte des infrastructures et de l'occupation des sols de la commune en 2018 (CLC).

## Toponymie
Verrignes est cité en 1164 et Verrines en 1166. Vrignes apparaît en 1197 et Vraignes en 1614.
La préposition « lès » permet de signifier la proximité d'un lieu géographique par rapport à un autre lieu. En règle générale, il s'agit d'une localité qui tient à se situer par rapport à une ville voisine plus grande. La commune française de Vraignes indique qu'elle se situe près de Hornoy.

## Histoire
Des haches en silex ont été trouvées à Vraignes.
En 1380, Ernoul Desquant possède le fief le plus important, celui de Rileux. Il déclare détenir toute justice et seigneurie. La souveraineté est alors exercée par le seigneur de Pierrepont.
En 1790, les bois et le château du baron de Crussol, émigré, sont vendus après avoir été déclarés biens nationaux.
Le village a souffert de l'invasion prussienne de 1870-1871.

## Politique et administration

### Rattachements administratifs et électoraux
La commune se trouve dans l'arrondissement d'Amiens du département de la Somme. Pour l'élection des députés, elle fait partie depuis 2012 de la quatrième circonscription de la Somme.
Elle faisait partie depuis 1802 du canton de Hornoy-le-Bourg. Dans le cadre du redécoupage cantonal de 2014 en France, la commune est intégrée au canton de Poix-de-Picardie.

### Intercommunalité
La commune était membre de la communauté de communes du Sud-Ouest Amiénois, créée en 2004.
Dans le cadre des dispositions de la loi portant nouvelle organisation territoriale de la République du 7 août 2015, qui prévoit que les établissements publics de coopération intercommunale (EPCI) à fiscalité propre doivent avoir un minimum de 15 000 habitants, la préfète de la Somme propose en octobre 2015 un projet de nouveau schéma départemental de coopération intercommunale (SDCI) qui prévoit la réduction de 28 à 16 du nombre des intercommunalités à fiscalité propre du département.
Ce projet prévoit la « fusion des communautés de communes du Sud-Ouest Amiénois, du Contynois et de la région d'Oisemont », le nouvel ensemble de 37 412 habitants regroupant 120 communes,. À la suite de l'avis favorable de la commission départementale de coopération intercommunale en janvier 2016, la préfecture sollicite l'avis formel des conseils municipaux et communautaires concernés en vue de la mise en œuvre de la fusion.
La communauté de communes Somme Sud-Ouest (CC2SO), dont est désormais membre la commune, est ainsi créée au 1er janvier 2017.

### Liste des maires
| Période                                  | Période                      | Identité      | Étiquette | Qualité                        |
| ---------------------------------------- | ---------------------------- | ------------- | --------- | ------------------------------ |
| Les données manquantes sont à compléter. |                              |               |           |                                |
| mars 2001                                | 2014                         | André Hiesse  |           |                                |
| 2014                                     | En cours (au 8 octobre 2020) | Maxime Hétroy |           | Réélu pour le mandat 2020-2026 |

## Population et société

### Démographie
L'évolution du nombre d'habitants est connue à travers les recensements de la population effectués dans la commune depuis 1793. Pour les communes de moins de 10 000 habitants, une enquête de recensement portant sur toute la population est réalisée tous les cinq ans, les populations de référence des années intermédiaires étant quant à elles estimées par interpolation ou extrapolation. Pour la commune, le premier recensement exhaustif entrant dans le cadre du nouveau dispositif a été réalisé en 2006.

En 2022, la commune comptait 95 habitants, en évolution de +1,06 % par rapport à 2016 (Somme : −1,26 %, France hors Mayotte : +2,11 %).
| 1793 | 1800 | 1806 | 1821 | 1831 | 1836 | 1841 | 1846 | 1851 |
| ---- | ---- | ---- | ---- | ---- | ---- | ---- | ---- | ---- |
| 424  | 315  | 397  | 419  | 400  | 394  | 376  | 343  | 350  |

| 1856 | 1861 | 1866 | 1872 | 1876 | 1881 | 1886 | 1891 | 1896 |
| ---- | ---- | ---- | ---- | ---- | ---- | ---- | ---- | ---- |
| 314  | 289  | 244  | 240  | 229  | 223  | 205  | 186  | 166  |

| 1901 | 1906 | 1911 | 1921 | 1926 | 1931 | 1936 | 1946 | 1954 |
| ---- | ---- | ---- | ---- | ---- | ---- | ---- | ---- | ---- |
| 161  | 145  | 117  | 123  | 145  | 119  | 109  | 96   | 117  |

| 1962 | 1968 | 1975 | 1982 | 1990 | 1999 | 2006 | 2011 | 2016 |
| ---- | ---- | ---- | ---- | ---- | ---- | ---- | ---- | ---- |
| 106  | 111  | 96   | 92   | 87   | 82   | 89   | 86   | 94   |

| 2021 | 2022 | - | - | - | - | - | - | - |
| ---- | ---- | - | - | - | - | - | - | - |
| 96   | 95   | - | - | - | - | - | - | - |

### Enseignement
En 1899, l'école accueille 17 élèves (garçons et filles).

## Culture locale et patrimoine

### Lieux et monuments
- Église Saint-Valéry.

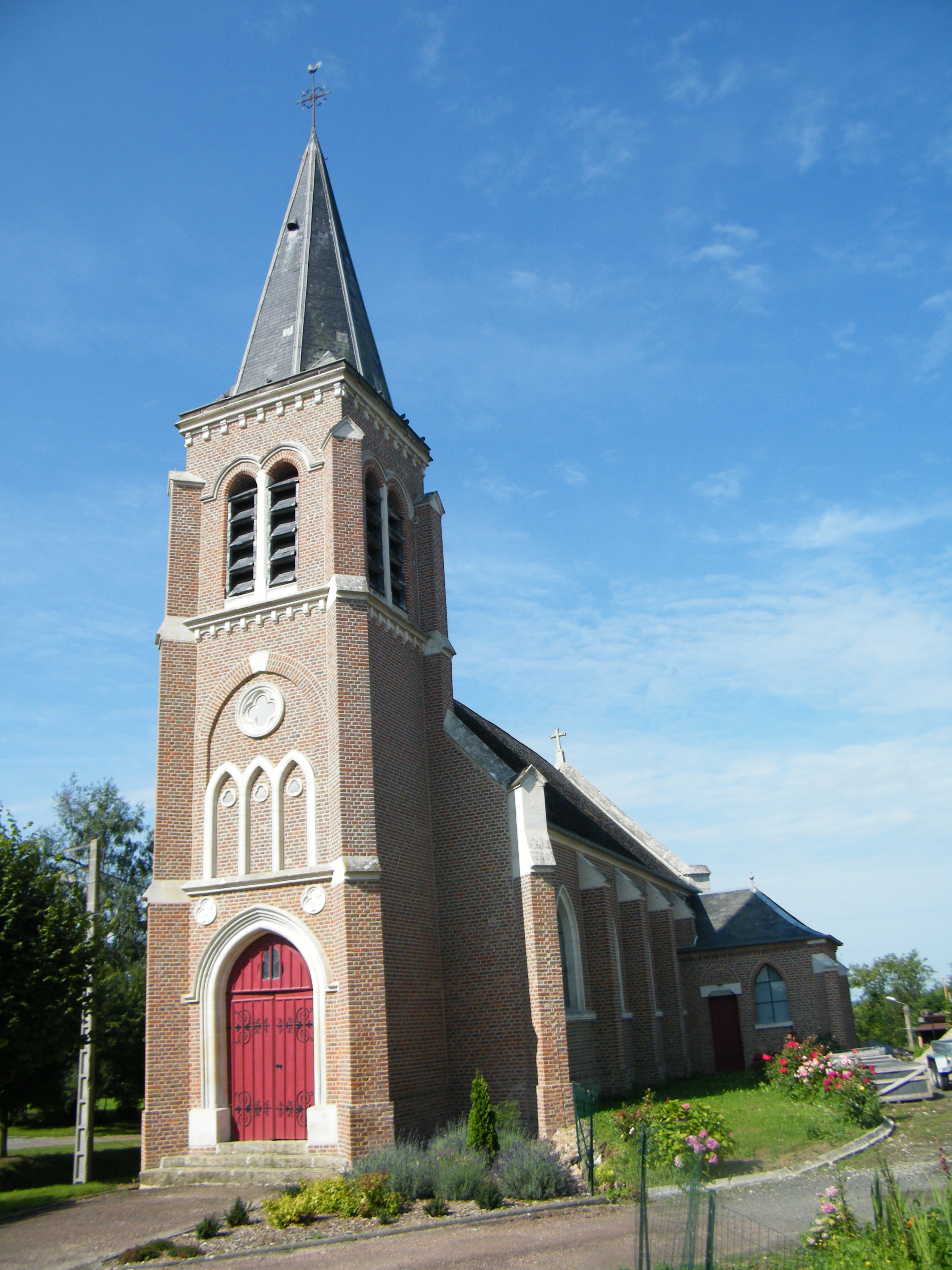
L'église Saint-Valéry.
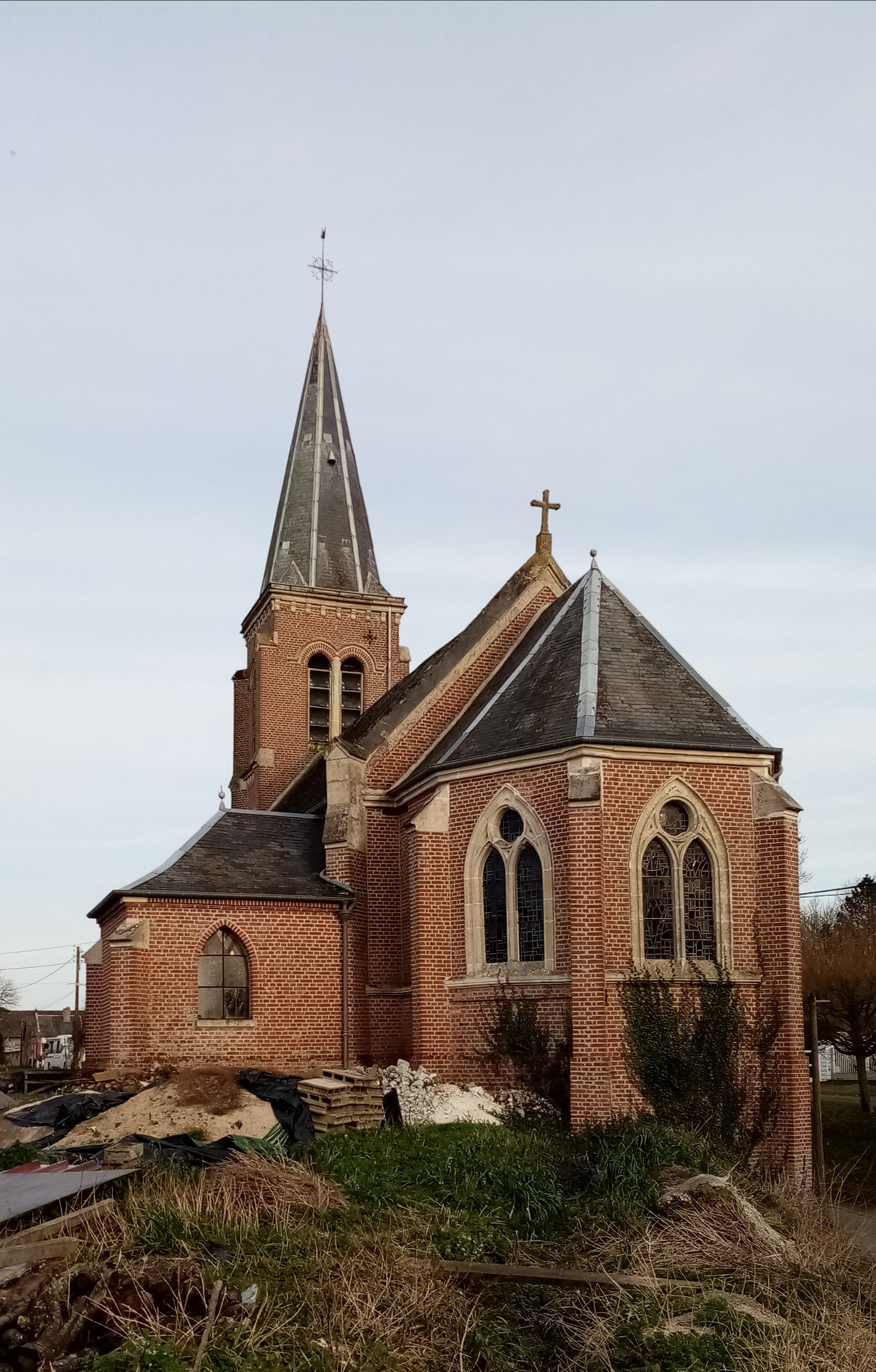
Le chevet de l'église.
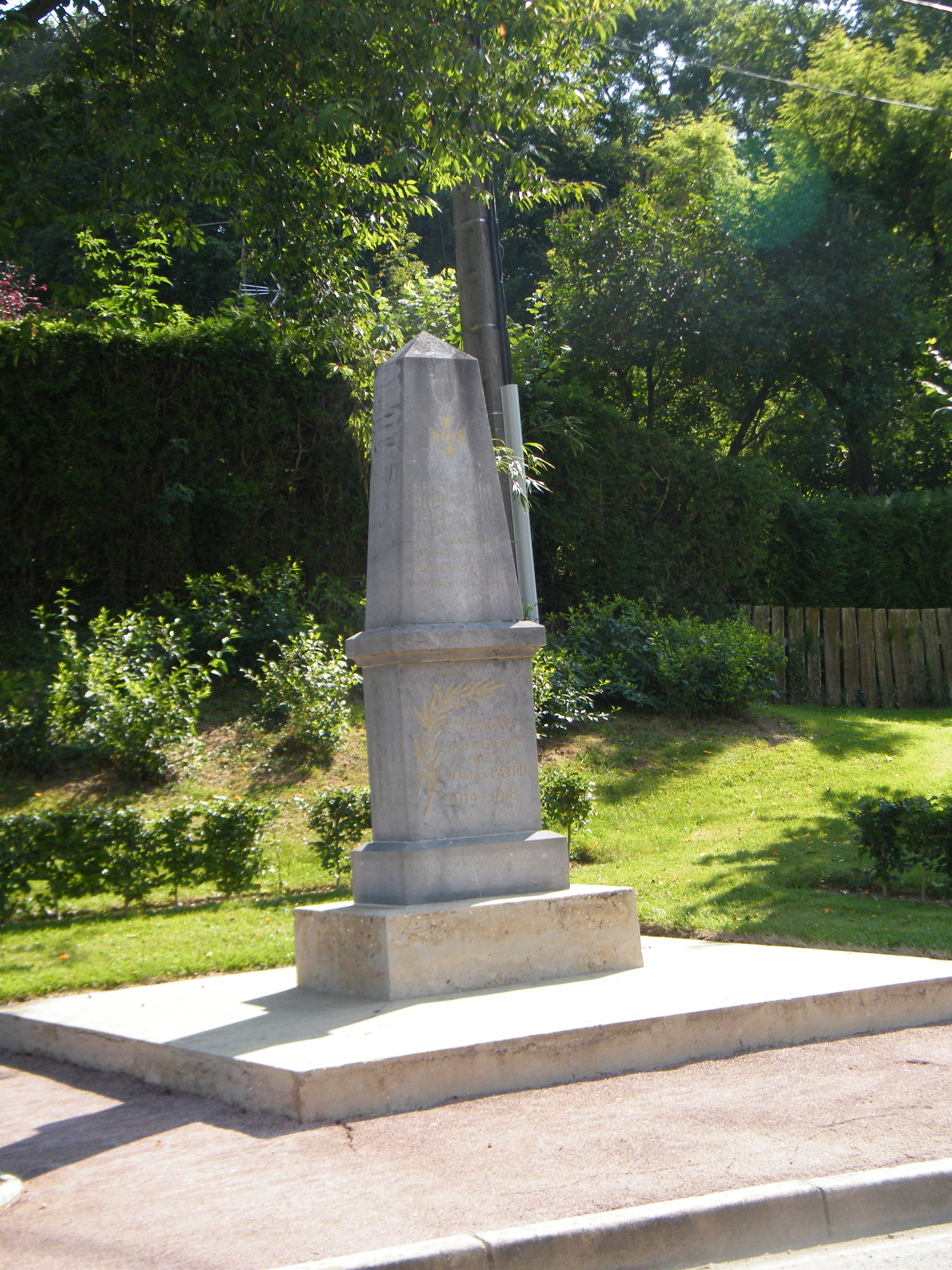
Le monument aux morts.
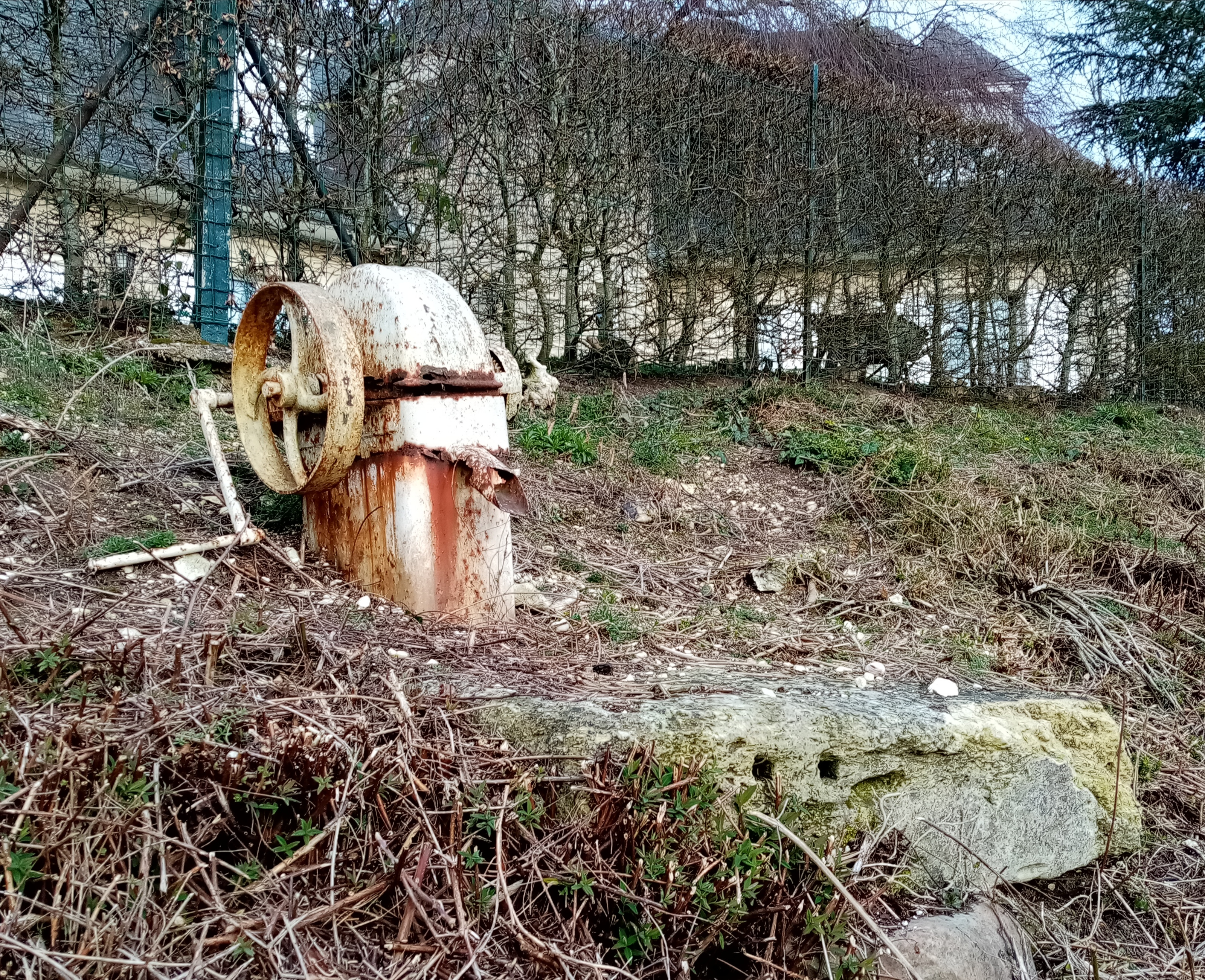
Ancienne pompe communale.
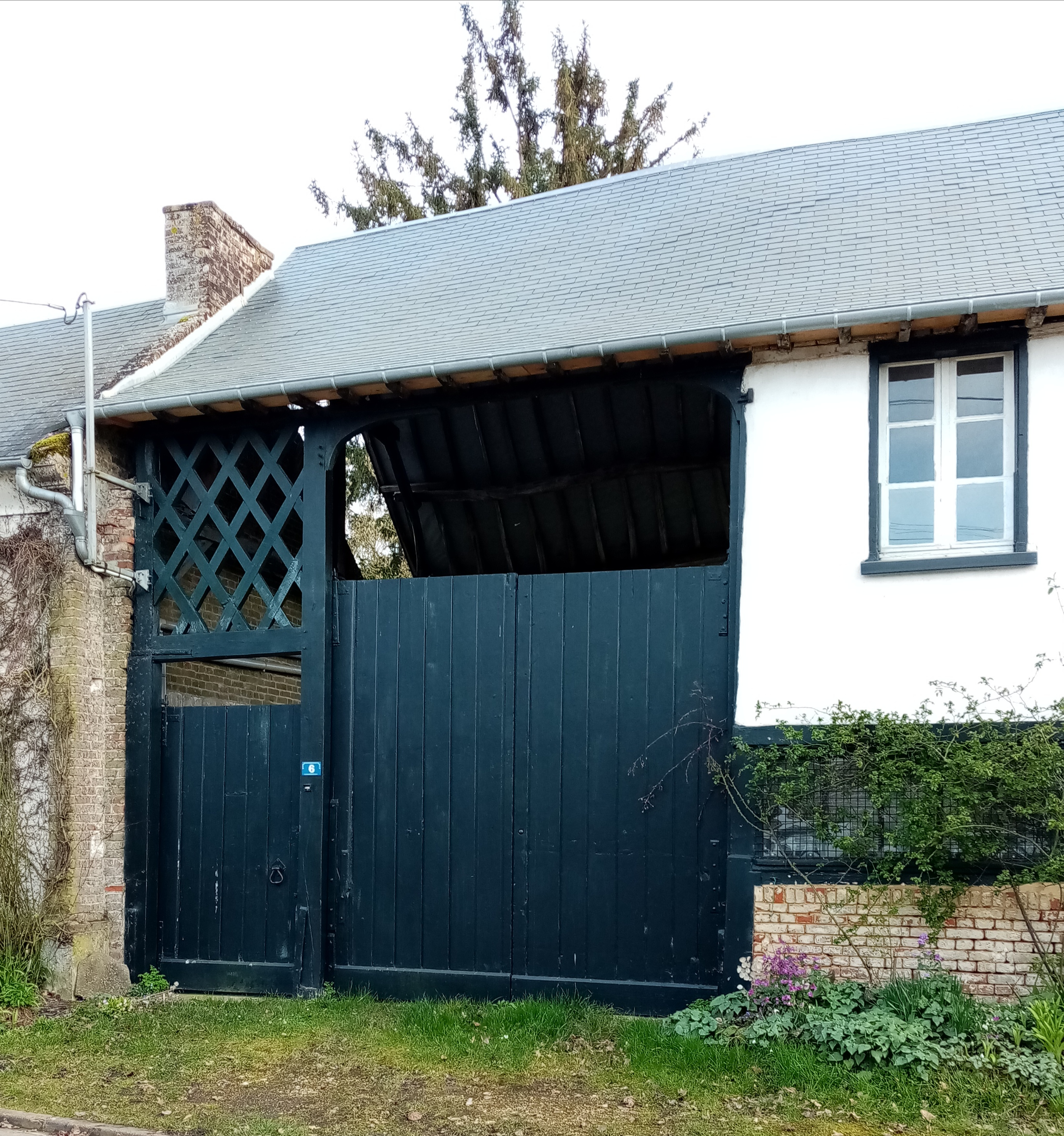
Portail typique.
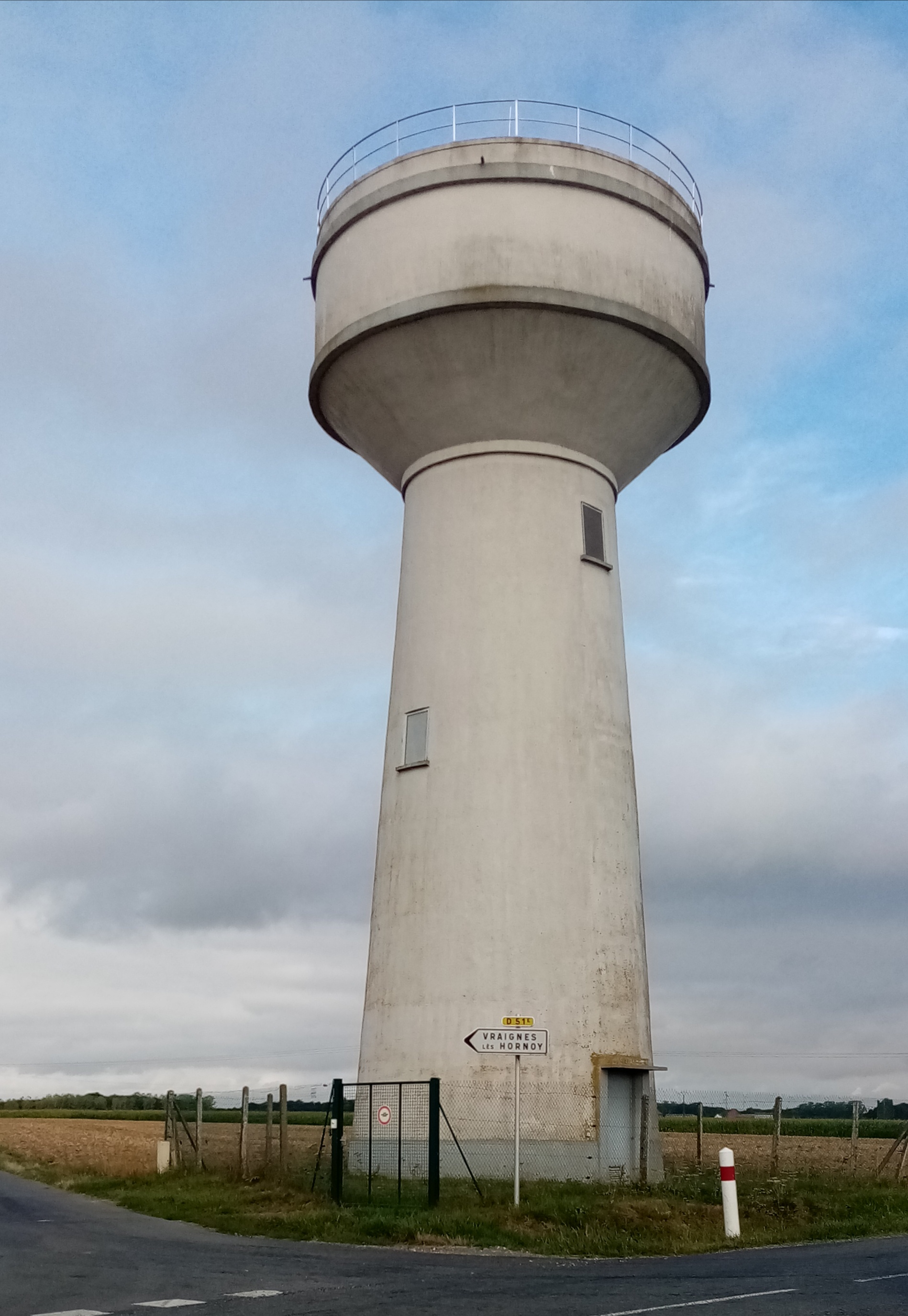
Le château d'eau en limite communale.